# Zap 210
Zap 210 es un personaje de ficción que aparece en el libro Los Pnume, cuarto y último del ciclo de Tschai, escrito en 1970 por Jack Vance. Acompaña al protagonista, Adam Reith, a lo largo de todo el libro.

## Argumento
Zap 210 era una joven pnumekin que vivía en las galerías pnume. Era profesora de los niños y tenía un nivel de secreto Cuatro, de un total de veinte. Su vida cambió radicalmente el día que Adam Reith la obligó a ayudarle a interpretar el mapa maestro que había robado. Llevada por Reith, viajan en una barcaza de transporte para dar un rodeo y salen al otro lado del mar. Zap 210 empieza a conocer la superficie, que la aterra, mientras su cuerpo se libera del diko, una sustancia que los pnume añaden a la comida de los pnumekin y a la que son adictos, que les mantiene tranquilos e impide que lleguen de la pubertad. En un bosque sagrado khor, ven el comienzo de sus ritos sexuales, lo que turba a Zap 210, que no entiende lo que hacen. Se ven obligados a escapar, y tras robar una barca llegan a Zsafathra, y con Cauch, un comerciante, viajan a Urmank. allí, Zap 210, limpia ya del diko, comienza a mirar el exterior y sus habitantes de otra forma. En un momento en el que Reith no está, sale sola a un bar, donde Otwile, un luchador, la lleva a su casa al confundirla con una prostituta. Se libra de ser violada al tener su primera menstruación. Reith la encuentra y embarcan en el Nhiahar hasta Kazain, aunque por el camino tienen que despistar a dos gzhindras que siguen su pista. Zap 210 va descubriendo sus instintos y se hacen amantes. En Sivishe, cuando Reith va a buscar a sus amigos, se queda en el hangar y es secuestrada por dos pnumekin que la bajan a las galerías. Allí los pnume pretenden cristalizarla para conservarla en Posteridad, su museo, pero Reith baja y les amenaza con entregar copias del mapa maestro a los dirdir y los chasch azules, así que la sueltan y salen a la superficie. Con Anacho cogen una plataforma que les lleva a donde está Traz,  con una nave, en la que despegan para la Tierra.
- Datos: Q6170907